# Ga Unseo
Ga Unseo (Tiếng Hàn: 운서역, Hanja: 雲西驛) là ga đường sắt của Đường sắt Sân bay Quốc tế Incheon nằm ở Unseo-dong, Jung-gu, Incheon. Đây là phần mặt đất từ ga này đến ga Gyeyang.

## Bố trí ga
| Yeongjong ↑                        |
| \| １                              |
| ↓ Nhà ga 1 sân bay Quốc tế Incheon |

| １ | ● Đường sắt sân bay | ← Hướng đi Seoul                              |
| ２ | ● Đường sắt sân bay | → Hướng đi Nhà ga 2 sân bay Quốc tế Incheon → |